# NGC 768
NGC 768 este o liner situată în constelația Balena. A fost descoperită în 2 decembrie 1885 de către Lewis A. Swift. Se află la o distanță de 79,8 de megaparseci de Pământ.